# Kastanies
Kastanies (in greco: Καστανιές, che significa "castagne", in turco: Kestanelik che pure significa "castagna") è una cittadina situata nella parte settentrionale dell'unità periferica di Evros, in Grecia, e ha fatto parte della municipalità di Vyssa fino al 2011 quando in seguito del Programma Callicrate quest'ultima è stata accorpata al comune di Orestiada. Si trova al confine con la Turchia, a 7 km dalla città di Edirne.

## Geografia
Kastanies si trova in una pianura alluvionale vicino alla confluenza dei fiumi Evros e Ardas, sulla riva sud di quest'ultimo. L'area è costituita da terreni agricoli, con alcuni boschi sulle rive dei fiumi. Ci sono due ponti stradali e un ponte ferroviario attraverso l'Ardas. Kastanies si trova a 2,5 km a sud di Marasia, 4 km a ovest di Karaağaç (Turchia), 5 km a nord-est di Rizia, 8 km a nord-ovest di Nea Vyssa, 7 km a sud-ovest di Edirne (Turchia) e 16 km a nord di Orestiada.

## Infrastrutture e trasporti
La strada nazionale greca 51 / E85, che collega Alessandropoli con il confine bulgaro vicino a Svilengrad, passa a ovest di Kastanies. Una strada più piccola che collega l'E85 con Edirne in Turchia attraverso il valico di confine di Karaağaç passa attraverso Kastanies. Kastanies ha una stazione sulla ferrovia di Alessandropoli-Svilengrad, servita da treni da Alessandropoli a Dikaia. L'Otoyol 3 (O-3) per Istanbul inizia a pochi chilometri direttamente a nord di Kastanies. L'O-3 fa parte della E80 per Lisbona.